# Lepistemon
Genre
Lepistemon est un genre de plantes dicotylédones de la famille des Convolvulaceae, tribu des Ipomoeeae, originaire des régions tropicales de l'Ancien Monde, qui comprend sept espèces acceptées.

## Étymologie
Le nom générique, « Lepistemon », est formé de deux racines grecques,  λεπῐ́ς, λεπῐ́δος (lepis lepidos), écaille, et στημων (stemon), étamine, filet, en référence à la forme des étamines élargies à leur base.

## Caractéristiques générales
Les espèces du genre Lepistemon sont des plantes herbacées ou ligneuses, à tiges volubiles, généralement pubescentes. Les feuilles pétiolées, ont un limbe de forme ovale à orbiculaire, à base cordée, à bord entier ou lobé anguleux.
L'inflorescence est une cyme ombelliforme, axillaire, dense,  sessile ou pédonculée.
Les fleurs présentent un calice composé de 5 sépales sub-égaux, herbacés ou sub-coriaces, à l'apex aigu ou obtus, persistants et légèrement accrescents au fruit.
La  corolle urcéolée, à pétales soudés en tube se rétrécissant vers le haut, présente 5 lobes peu profonds, et sur la face externes des bandes pubescentes centrées sur les pétales. Les étamines, incluses dans la corolle, ont un filament soudé à la base de la corolle,  qui s'élargit dans sa partie basale en une écaille large et concave qui s'arque au-dessus de l’ovaire, et des anthères étroitement elliptiques à linéaires. Les grains de pollen, globuleux, sont pantoporés et finement épineux. Le pistil inclus dans la corolle, présente un disque cupulaire à 5 lobes ou en forme d'anneau, un ovaire glabre ou pubescent, biloculaire, contenant 4 ovules (2 dans chaque loge), avec un style très court, terminé par deux stigmates
Les fruits sont des capsules globuleuses à 4 valves, ou presque indéhiscentes, contenant 4 graines,.

## Liste des espèces
Selon la World Checklist of Selected Plant Families (WCSP) (4 novembre 2019) :
- Lepistemon binectarifer (Wall.) Kuntze (1891)
- Lepistemon intermedius Hallier f. (1899)
- Lepistemon leiocalyx Stapf (1895)
- Lepistemon owariensis (P.Beauv.) Hallier f. (1903)
- Lepistemon parviflorus Pilg. ex Büsgen (1910)
- Lepistemon urceolatus (R.Br.) F.Muell. (1883)
- Lepistemon verdcourtii P.Mathew & Biju (1991)